# Chung Pan Cheng
Chung Pan „Justin“ Cheng (* 6. März 1998) ist ein hongkong-chinesischer Eishockeyspieler, der seit 2024 bei den Delhi Flames in der Western Ontario Super Hockey League spielt.

## Karriere
Cheng begann seine Karriere 2012 bei den Kowloon Warriors in der China Ice Hockey League Hongkong und wechselte 2013 zum Ligakonkurrenten South China Sharks. 2014 zog es ihn über den Pazifik nach Kanada, wo er zunächst in die Ontario Hockey Academy eintrat. Nach zwei Jahren Ausbildung dort, schloss er sich den London Lakers aus der Greater Metro Hockey League an. Schon 2017 wechselte er jedoch zu den Mount Brydges Bulldogs in die Provincial Junior Hockey League. 2019 kehrte er dann für ein Jahr zu den London Lakers zurück. Nachdem von 2020 bis 2022 wegen der COVID-19-Pandemie kein Spielbetrieb möglich war, spielt er seit 2022 in der Western Ontario Super Hockey League, wo er zunächst bei den Platsville Lakers und seit 2023 bei den Woodstock Lakers auf dem Eis steht.

### International
Cheng spiele mit der U18-Auswahl Hongkongs bei den Weltmeisterschaften 2014 und 2015, als er Torschützenkönig des Turniers wurde, jeweils in der Division III.
Er nahm für die Eishockeynationalmannschaft von Hongkong an den Winter-Asienspielen 2017 in der Division I teil. Zudem stand er bei den Weltmeisterschaften 2015 2023, als er als zweitbester Vorbereiter nach dem Kirgisen Islambek Abdyrajew zum besten Stürmer des Turniers gewählt wurde, und 2024, als er zweitbester Scorer nach dem Nordkoreaner Hong Chun-rim und zweitbester Vorbereiter nach dem Filipino Steven Füglister war, im Aufgebot seines Landes in der Division III. Schließlich vertrat er seine Farben bei der Olympiaqualifikation für die Winterspiele in Peking 2022 und den Winter-Asienspielen 2025.

## Erfolge und Auszeichnungen
- 2015 Torschützenkönig der U18-Weltmeisterschaft der Division III, Gruppe B
- 2023 Bester Stürmer bei der Weltmeisterschaft der Division III, Gruppe B